# Nevlje
Nevlje – wieś w Słowenii, w gminie Kamnik. W 2018 roku liczyła 243 mieszkańców.